# Pont Guynemer
Le pont Guynemer est un pont suspendu, routier, qui permet le franchissement de la Seine à Elbeuf dans le département de la Seine-Maritime en région Normandie.
Un premier pont suspendu, dû aux frères Seguin a été ouvert en 1841 et détruit en 1940. L'actuel pont suspendu, construit sur l'emplacement de l'ancien ouvrage, est ouvert en 1953.

## Historique

### Premier pont
Un premier projet de pont suspendu sur la Seine est initié dès 1835 et abandonné en 1838 par un manque de moyens financiers et l'opposition des habitants du quartier du « vieil Elbeuf », actuel quartier Saint-Étienne.
Les frères Seguin produisent un nouveau projet en 1839. La construction du pont est adjugée à Charles Levasseur le 26 mars 1841. Pour le réaliser, Levasseur s'associe avec les frères Seguin, les associés se partagent les tâches ; Levasseur finance le pont et les frères Seguin le construisent. Le pont est inauguré le 5 janvier 1843. Le département en devient propriétaire en 1892 à la fin de la concession. L'ouvrage d'une largeur de 6,70 m est en longueur composé d'un « grand pont » de 161,6 m et d'un petit pont de 40 m.
Au début de la Seconde Guerre mondiale le pont est miné par l'armée française qui le fait sauter dans la nuit du 8 au 9 mai 1940.

### Pont actuel
Il est reconstruit après la Seconde Guerre mondiale.